# Rohnberg, Westerberg und Köhlerholz bei Ilsenburg
Rohnberg, Westerberg und Köhlerholz bei Ilsenburg bezeichnet ein FFH-Gebiet in der Gemeinde Nordharz und der Kleinstadt Ilsenburg (Harz) im Landkreis Harz in Sachsen-Anhalt.

## Allgemeines
Das FFH-Gebiet umfasst einen flächenhaften Teil mit einer Größe von circa 451 Hektar und linienhaften Teilen mit einer Gesamtlänge von circa 2 Kilometern (beim Bundesamt für Naturschutz ist die Größe des FFH-Gebietes mit 448 Hektar angegeben). Es überlagert sich mit dem Landschaftsschutzgebiet „Harz und nördliches Harzvorland“, im Süden überlagert es sich mit einem Teil des EU-Vogelschutzgebietes „Vogelschutzgebiet Hochharz“. Das FFH-Gebiet grenzt im Süden an das FFH-Gebiet „Hochharz“ und das EU-Vogelschutzgebiet „Vogelschutzgebiet Hochharz“. Im Nordwesten schließen sich die im Eckertal liegenden FFH-Gebiete „Ecker- und Okertal“ in Sachsen-Anhalt bzw. „Harly, Ecker und Okertal nördlich Vienenburg“ in Niedersachsen an. Das FFH-Gebiet ist durch die Landesverordnung zur Unterschutzstellung der Natura 2000-Gebiete im Land Sachsen-Anhalt (N2000-LVO LSA) seit dem 21. Dezember 2018 rechtlich gesichert. Zuständige untere Naturschutzbehörde ist der Landkreis Harz.

## Beschreibung
Das FFH-Gebiet liegt in etwa zwischen Wernigerode und Bad Harzburg im Naturpark Harz/Sachsen-Anhalt und größtenteils im Nationalpark Harz. Es umfasst Waldgebiete nordwestlich und südwestlich von Ilsenburg (Harz), wobei Buchenwälder in der Ausprägung Waldmeister-Buchenwald mit Rotbuche, Bergahorn, Spitzahorn, Traubeneiche, Hainbuche, Vogelkirsche und vereinzelt Winterlinde dominieren. In der Krautschicht siedeln Waldmeister, Waldbingelkraut, Einblütiges Perlgras und Waldflattergras. Eine botanische Besonderheit sind Vorkommen des Blattlosen Widerbarts. Nur sehr kleinflächig ist auch Orchideen-Buchenwald mit Weißem Waldvöglein, Rotem Waldvöglein, Langblättrigem Waldvögelein, Breitblättriger Stendelwurz, Kleinblättriger Stendelwurz und Vogelnestwurz in der Krautschicht ausgebildet. Insbesondere an den zum Teil steil zum Ilsetal abfallenden Hängen mit Klippen und Blockschutthalden stockt Hainsimsen-Buchenwald mit Wolligem Reitgras, Zweiblättriges Schattenblümchen und Europäischem Siebenstern. Der Buchenwald geht in höheren Lagen in einen Fichten-Buchenwald über.
Im Köhlerholz nordwestlich von Ilsenburg (Harz) ist auch Eichen-Hainbuchenwald ausgebildet. In der Krautschicht siedeln unter anderem Waldknäuelgras, Nickendes Perlgras, Geflecktes Lungenkraut, Gefleckter Aronstab, Gelbes Windröschen und Pfirsichblättrige Glockenblume.
Entlang von Fließgewässern sind kleinflächig Erlen-Eschenwälder als Säume ausgebildet. Hier siedeln Riesenschwingel, Großes Hexenkraut, Bitteres Schaumkraut, Winkelsegge, Waldschachtelhalm, Gegenblättriges Milzkraut und Wechselblättriges Milzkraut in der Krautschicht.
Wasservegetation ist in der Ilse aufgrund des niedrigen pH-Wertes und des geringen Nährstoffgehaltes nur minimal ausgeprägt.
Das Gebiet ist Lebensraum der Wildkatze, die hier einen Verbreitungsschwerpunkt im Harz hat. Das Gebiet bietet auch für den Feuersalamander geeignete Lebensbedingungen. Das Gebiet ist auch Lebensraum für verschiedene Käfer, darunter Hirschkäfer und Kopfhornschröter sowie verschiedene Schnellkäfer und Laufkäfer. In der Ilse leben unter anderem Groppe und Bachforelle.
Das FFH-Gebiet ist überwiegend von weiteren Waldgesellschaften umgeben. Bei Ilsenburg (Harz) grenzt es an die Ortslage der Kleinstadt. Nordwestlich von Ilsenburg (Harz) grenzt es an die Landesstraße 85.